# Маріон (Монтана)
Маріон (англ. Marion) — переписна місцевість (CDP) в США, в окрузі Флетгед штату Монтана. Населення — 1119 осіб (2020).

## Географія
Маріон розташований за координатами 48°5′11″ пн. ш. 114°40′47″ зх. д. / 48.08639° пн. ш. 114.67972° зх. д. (48.086489, -114.679623).  За даними Бюро перепису населення США в 2010 році переписна місцевість мала площу 43,82 км², з яких 43,69 км² — суходіл та 0,13 км² — водойми.

## Демографія
Згідно з переписом 2010 року, у переписній місцевості мешкало 886 осіб у 334 домогосподарствах у складі 246 родин. Густота населення становила 20 осіб/км².  Було 386 помешкань (9/км²).
Расовий склад населення:
| - 95,4 % — білих - 0,6 % — корінних американців |

До двох чи більше рас належало 4,0 %. Частка іспаномовних становила 1,5 % від усіх жителів.
За віковим діапазоном населення розподілялося таким чином: 28,4 % — особи молодші 18 років, 61,3 % — особи у віці 18—64 років, 10,3 % — особи у віці 65 років та старші. Медіана віку мешканця становила 39,0 року. На 100 осіб жіночої статі у переписній місцевості припадало 108,5 чоловіків;  на 100 жінок у віці від 18 років та старших — 110,6 чоловіків також старших 18 років.
Середній дохід на одне домашнє господарство  становив 59 092 долари США (медіана — 50 064), а середній дохід на одну сім'ю — 65 006 доларів (медіана — 51 602). Медіана доходів становила 40 476 доларів для чоловіків та 25 625 доларів для жінок. За межею бідності перебувало 8,1 % осіб, у тому числі 3,9 % дітей у віці до 18 років та 0,0 % осіб у віці 65 років та старших.
Цивільне працевлаштоване населення становило 343 особи. Основні галузі зайнятості: освіта, охорона здоров'я та соціальна допомога — 33,2 %, будівництво — 14,6 %, виробництво — 11,4 %.